# Germania, anul zero
Germania, anul zero (în italiană Germania, Anno Zero) este un film din 1948, regizat de Roberto Rossellini, și este ultimul film din trilogia neoficială de filme de război a lui Rossellini, după Roma, oraș deschis și Paisà. Acțiunea din Germania, anul zero are loc în Germania ocupată de Aliați, spre deosebire de celelalte, care au loc în Roma ocupată de germani, respectiv în timpul invaziei aliate a Italiei.
Ca în multe filme neorealiste, Rossellini a folosit în principal actori locali, amatori. A filmat în locații din Berlin și a intenționat să transmită realitatea din Germania în anul de după distrugerea aproape totală a acesteia în timpul celui de-al Doilea Război Mondial. Filmul conține imagini dramatice ale Berlinului bombardat și ale luptei pentru supraviețuire în urma distrugerii Germaniei naziste. Când și-a explicat ideile despre realism într-un interviu, el a spus: „realismul nu este altceva decât forma artistică a adevărului”.

## Rezumat
Edmund Köhler, un băiat de doisprezece ani, trăiește în Berlinul devastat de război, alături de tatăl său bolnav și imobilizat la pat și de frații săi mai mari, Eva și Karl-Heinz. Eva obține țigări ieșind cu soldați aliați, dar refuză să se prostitueze, în ciuda presiunilor. Karl-Heinz, fost soldat, evită să se înregistreze la autorități și să primească rații de teamă să nu fie pedepsit pentru că a luptat până la capătul războiului. Împreună cu alte familii, aceștia sunt repartizați într-un apartament aparținând familiei Rademacher, spre nemulțumirea proprietarului.
Pentru a-și sprijini familia, Edmund caută de lucru și vinde un cântar pe piața neagră pentru domnul Rademacher. Îl reîntâlnește întâmplător pe fostul său profesor, Herr Henning, un nazist convins, care îi oferă o înregistrare cu Hitler spre vânzare. Aceasta ajunge în mâinile lui Jo și Christl, doi adolescenți cu experiență în afaceri ilegale. Henning îl plătește pe Edmund cu 10 mărci. Ulterior, Edmund îl însoțește pe Jo într-o escrocherie, în urma căreia fură 40 de mărci de la o femeie. Ca recompensă, primește câțiva cartofi și e lăsat cu Christl, despre care se spune că împarte țigări și se culcă cu oricine.
Când starea tatălui se agravează, Henning îi spune lui Edmund că viața este dură și că cei slabi trebuie sacrificați pentru supraviețuirea celor puternici. Un doctor reușește să-l interneze temporar pe tată într-un spital unde primește îngrijiri și mâncare mai bună, ceea ce reduce temporar presiunea asupra familiei. Într-o vizită, tatăl îi mărturisește lui Edmund că se gândește la sinucidere, dar nu are curajul necesar. Se consideră o povară și afirmă că ar fi mai bine mort. În acel moment, Edmund fură o doză de otravă.
Câteva zile mai târziu, tatăl este externat. Edmund îi otrăvește ceaiul chiar înainte ca poliția să percheziționeze locuința, iar Karl-Heinz se predă. Tatăl moare în lipsa lui, iar moartea este atribuită bolii și malnutriției. La întoarcere, Karl-Heinz este devastat de veste.
Marcat profund, Edmund rătăcește prin oraș. O caută pe Christl, dar ea îl ignoră. Merge la Henning și îi mărturisește că și-a ucis tatăl, așa cum „i s-a sugerat”. Henning neagă că ar fi încurajat o astfel de faptă. Respins și de alți copii, Edmund urcă pe ruinele unei clădiri bombardate. Privește de la distanță cum sicriul tatălui său este dus afară. În cele din urmă, o aude pe sora sa strigându-l, dar se aruncă în gol și moare.

## Distribuție
- Edmund Moeschke – Edmund Köhler (menționat Edmund Meschke)
- Ernst Pittschau – domnul Köhler
- Ingetraud Hinze – Eva Köhler (menționat Ingetraud Hinz)
- Franz-Otto Krüger – Karl-Heinz Köhler (menționat Franz Grüger)
- Erich Gühne – domnul Henning, (fostul) profesor

## Producție

### Preproducție
Rossellini a vizitat Berlinul în martie 1947 cu o idee vagă de a realiza acest film. Rossellini s-a întors apoi la Roma și a obținut finanțare pentru film de la compania franceză Union Générale Cinématographique și de la prietenii săi, Salvo D'Angelo și Alfredo Guarini. De asemenea, a obținut echipament și membri ai echipei de filmare de la compania germană Sadfi. Rossellini s-a întors apoi la Berlin în iulie 1947 pentru a continua cercetările pentru film și a selecta o distribuție potrivită.

### Turnare
Ca de obicei, Rossellini a lucrat cu actori amatori pe care i-a întâlnit pe stradă. Rossellini l-a găsit pe Ernst Pittschau stând pe treptele din față ale unui azil de bătrâni și a descoperit că fusese actor de film mut cu patruzeci de ani în urmă. A remarcat-o pe Ingetraud Hinze, fostă balerină, în timp ce stătea la coadă la mâncare, și a fost impresionat de expresia disperată de pe fața ei. Franz-Otto Krüger provenea dintr-o familie de academicieni și fusese închis de Gestapo în timpul războiului. Alte roluri secundare au fost oferite unor persoane diverse: un fost general din Wehrmacht, un luptător, un profesor de literatură și istoria artei, un model și un grup de copii care trăiau pe străzi.
Pentru rolul principal al lui Edmund, Rossellini căuta un băiat german care să semene cu fiul său, Romano Rossellini, recent decedat. După mai multe audiții nereușite, regizorul a mers într-o seară la circul Barlay pentru a vedea elefanții și l-a remarcat pe Edmund Meschke, un acrobat de unsprezece ani. Impresionat, l-a invitat imediat la o probă. După ce l-a pieptănat pentru a-i accentua asemănarea cu fiul său, Rossellini, copleșit de această coincidență, l-a distribuit pe loc. Filmul final începe cu dedicația: „Acest film este dedicat memoriei fiului meu, Romano. — Roberto Rossellini”.

### Filmare
Filmările au început pe 15 august 1947, fără un scenariu oficial. Rossellini le-a cerut actorilor să improvizeze dialogurile și a regizat filmul în franceză, comunicând prin traducătorul său, Max Colpet. Pe străzile Berlinului, regizorul a fost surprins de indiferența trecătorilor, preocupați mai mult de supraviețuire decât de prezența echipei de filmare.
În timpul producției, Rossellini a plecat pentru o săptămână la Roma, alături de actrița Anna Magnani, iar câteva scene au fost regizate în absența sa de Carlo Lizzani. Filmările la Berlin s-au încheiat după 40 de zile, la mijlocul lui septembrie, iar producția s-a mutat la Roma pe 26 septembrie pentru scenele de interior.
Ajunși la Roma, actorii germani au trebuit să aștepte până în noiembrie reluarea filmărilor, întrucât platourile nu erau gata. Între timp, s-au îngrășat semnificativ, datorită alimentației mai bune, și au fost nevoiți să țină diete stricte pentru a menține continuitatea vizuală. După finalizarea filmărilor, mulți nu au dorit să se întoarcă la Berlin, iar unii s-au stabilit în zone rurale din Italia. Bugetul final al filmului a fost de 115.000 de dolari.

## Receptare critică
Acest film a fost în multe privințe extrem de diferit de filmele neorealiste anterioare ale lui Rossellini, prin faptul că a fost filmat în mare parte într-un studio și a folosit proiecții pe ecranul din spate pentru scenele berlineze. Mulți critici care îl susținuseră anterior pe Rossellini au condamnat filmul pentru că este melodramatic și dezamăgitor de nerealist. Rossellini a declarat că a vrut să spună „povestea unui copil, a unei ființe inocente pe care o educație «utopică» distorsionată a indus-o să comită o crimă, crezând că îndeplinește un gest eroic. Dar o slabă lumină a moralității nu s-a stins încă în el; mânat de acele mici licăriri de conștiință, confuz, se sinucide.” Jean Georges Auriol l-a numit pripit și superficial. André Bazin l-a numit „nu un film, ci o schiță, o schiță a unei lucrări pe care Rossellini nu ne-a dat-o.” Cu toate acestea, L'Écran français l-a numit revoluționar, iar Charlie Chaplin a spus că este „cel mai frumos film italian” pe care l-a văzut vreodată. Rossellini a declarat că probabil despre niciun alt film nu s-au spus atâtea lucruri negative ca despre Germania Anul Zero.
Majoritatea germanilor nu au apreciat atitudinea negativă și pesimistă a filmului. Filmul a fost proiectat pentru prima dată în Germania în 1952, la o scurtă proiecție a clubului de film de la München, și nu a mai fost văzut până când nu a fost difuzat la televiziunea germană în 1978. În 1949, criticul de film austriac Hans Habe l-a numit „un film terifiant... nu din punct de vedere artistic, ci pentru că ar fi terifiant dacă lumea ar vedea noua Germanie așa cum o vede Rossellini”. A avut premiera la New York în septembrie 1949 și a fost comparat negativ cu Hoții de biciclete. Bosley Crowther a spus că filmul avea „un gol ciudat de sentiment autentic”. Cu toate acestea, a câștigat premiul Leopardul de Aur și premiul pentru cel mai bun regizor la Festivalul Internațional de Film de la Locarno în 1948.

## Lectură suplimenară
- Serceau, Michel. Roberto Rossellini. Paris: Les Editions du Cerf, 1986.
- Guarner, Jose L. Roberto Rossellini. Trans. Elizabeth Cameron. New York: Praeger Publishers, Praeger, 1970.
- Peter Brunette. Roberto Rossellini. New York: Oxford University Press, 1987.
- Rossellini, Roberto. My Method: Writings and Interviews. Adriano Aprà, ed. Trans: Annapaola Cancogni. New York : Marsilio Publishers, 1992.